# UNI全球聯盟
UNI全球聯盟（英語：UNI Global Union），前称工会网络国际（Union Network International，缩写为UNI），是一个全球性的服務業領域的各個工会所組成的全球工会联合会。它的总部设在瑞士尼永。它旗下的工會共涵蓋150多个国家的2000多万会员。